# Hortus Regius Botanicus Hafniensis
Hortus Regius Botanicus Hafniensis (abreviado Hort. Bot. Hafn.) es un libro con ilustraciones y descripciones botánicas que fue escrito por el médico y botánico danés Jens Wilken Hornemann y publicado en Copenhague en dos volúmenes en los años 1813-1815, con el nombre de Hortus Regius Botanicus Hafniensis. In Usum Tyronum et Botanophilorum.

## Publicación
- particula prima, p. [i], [1]-436, 1813;
- particula secunda, p. [i], [i]-xiv, [437]-995, 1815